# Qurkhi

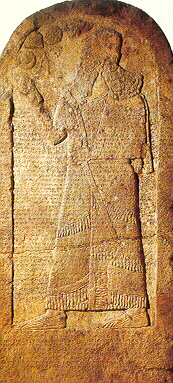
Monolit de Kurkh

Qurkhi (Qurkh, Kurj, Kurkh, Kurkhi, Kirkhi o Kilkhi) fou un territori del nord de Mesopotàmia, a la zona del Tigris superior, que començava a uns quilòmetres a l'est d'Amedi (Diyarbekir), a la zona de Tushan (al sud del Tigris) i seguia fins més enllà de Tuskha, la gran fortalesa assíria a la zona, potser fins al vessant septentrional de les muntanyes de Tur Abdin. Podria ser una denominació estesa tant al nord com al sud del riu. Estava dividida almenys en dues parts, sent anomenada la part més occidental com Ruri. No és clar si s'anomena país de Kirchu a la part oriental o la similitud de noms és casual.
Teglatfalassar I (1115-1076 aC) hi va lluitar però segurament no hi va exercir un domini permanent. Assurnasirpal II (884-859 aC) es va dirigir pel pas de Julum cap al mont Rowandiz (Rawanduz) i cap a la terra de Qurkhi a la riba del Tigris, lluitant contra la població local que va fugir a les muntanyes, però igualment foren atrapats i 260 massacrats i amb els seus caps es va fer una piràmide; les ciutats del país, Midkia, Arzania, Tila i Nishtum van quedar buides i també es va establir un governador assiri. Bubu, el fill del senyor de Nishtum fou mort a Arbela i la seva pell penjada de les muralles de la fortalesa. Posteriorment consta que percebia tribut de Qurkhi vers 883 aC. Arame d'Urartu va arribar fins a la muntanya Kashiari el 882 aC, el Matiati (Midiyad al Tur Abdin) i Tushan (al Kurkh o Qurkhi) el 879 aC i però aquests territoris foren recuperats aviat pels assiris que hi van fer campanya diverses vegades sota el mateix Assurnasirpal II que va reforçar la fortalesa de Tuskha i hi va construir un palau. A partir del regnat de Menua I (805-785) a Urartu, aquest regne va disputar la influència a la zona als assiris però sota Teglatfalassar III (745 al 727 aC) el poder d'aquest regna fou fallt i la zona va romandre en poder d'Assíria fins al final de l'imperi.
Vegeu també: Monòlit de Kurkh